# نيكولاس جيللت
نيكولاس جيللت (11 أغسطس 1976 في فرنسا - ) (بالفرنسية: Nicolas Gillet)‏ هو لاعب كرة قدم فرنسي في مركز الدفاع. شارك مع منتخب فرنسا لكرة القدم. أما مع النوادي، فقد لعب مع نادي أنجيه ونادي لانس ونادي لوهافر ونادي نانت وASPTT Nantes football ‏ ونادي لوهافر الرياضي ‏.

## وصلات خارجية
- نيكولاس جيللت على موقع الاتحاد الدولي (مؤرشف)  (الإنجليزية)
- نيكولاس جيللت على موقع رابطة كرة القدم الفرنسية للمحترفين (الإنجليزية)
- نيكولاس جيللت على موقع قاعدة بيانات كرة القدم.إي يو (الإنجليزية)
- نيكولاس جيللت على موقع ناشيونال فوتبول تيمز (الإنجليزية)
- نيكولاس جيللت على موقع Soccerway.com (الإنجليزية)